# Фраорт
Фраорт (староперсијски: 𐎳𐎼𐎺𐎼𐎫𐎡𐏁, романизовано: Fravartiš; старогрчки: Φραόρτης, романизовано: Phraórtēs), Фравартиш, Кашрит или Каштарити (? – 625. п. н. е.) био је син медског краља Дејока и краљ Медије (око 678. п. н. е. – 625. п. н. е.) који је према Херодоту ујединио медска племена и за престоницу одредио Екбатану (Хамгатану) односно данашњи Хамадан.

## Подаци о владавини
Подаци о владавини 4 међанска краља долазе из Херодотове Историје, где он наводи четворицу краљева у периоду од 150 година пре Кировог освајања Медије 550. п. н. е. Према Херодоту Фраорт је владао 53 године.
Након бројних асирских похода на Међане у VIII веку п. н. е. племенске конфедерације и поглаварства западног Ирана крајем истог века почињу да се уједињују како би пружиле отпор Асирцима. Између 679. п. н. е. и 677. п. н. е. асирски краљ Асархадон је поразио побуњене Међане и њихове скитске савезнике предвођене Ишпакајием, након чега су се тројица медских поглавара појавила у Ниниви захтевајући помоћ против господара суседних области.
У периоду 672. п. н. е. - 670. п. н. е. Међани и њихови савезници подижу побуну против Асирије. Побуњеницима се придружила Мана 670. п. н. е. док је Елипи одбио да плаћа порез. Асирски извори бележе Каштаритија као вођу побуне. Према асирској оцени устанак је био подигнут као циљ уједињења Међана. Каштарити/Фраорт био је успешан и створио је уједињену државу Медију.
За време његове владавине десио се и пад државе Урарту 640. п. н. е. коме су веома допринели Међани. Наиме Међани су крајем владавине Русе II напали Урарту у околини језера Урмија и опустошили велики број тврђава. После пада Урартуа Међани су се окренули Персији и у наредних неколико година освојили Аншан.